# Julius Katchen
Julius Katchen (Long Branch, Nova Jersey, 15 d'agost de 1926 - 29 d'abril de 1969) fou un pianista estatunidenc, possiblement conegut sobretot per les seves gravacions de les composicions de Johannes Brahms per a piano sol.
Va debutar als 10 anys tocant el concert per a piano núm. 20 de Mozart. Eugene Ormandy va sentir a parlar del seu debut i el va convidar a tocar amb l'Orquestra de Filadèlfia, a Nova York. Va estudiar música amb els seus avis materns i amb el matrimoni Svet, immigrants d'Europa que havien ensenyat als conservatoris de Moscou i Varsòvia, fins a l'edat de 14 anys. Va assistir al Haverford College, completant en tres anys la carrera de quatre anys de Filosofia, obtenint el número 1 de la promoció de 1946.
Va anar a París i va ser convidat a representar els Estats Units en la primera edició del Festival Internacional de la UNESCO, on va tocar el Concert Emperador de Beethoven amb l'Orquestra Nacional de la Radiodifusió francesa. A continuació una gira per Europa a la primavera de 1947, fent recitals a Roma, Venècia, Nàpols, París, Londres i Salzburg.
Katcher va tenir sempre un calendari permanentment atapeït i desplegar multitud d'ocupacions. El seu joc pianístic unia l'energia, la força, el fraseig incendiari, la precisió, la proesa hercúlia amb el més simple i exquisit detall poètic i el lirisme més calmat i interioritzat.
El 1950, fruit de la seva amistat amb Joan Antoni Bertrand, hereu d'una família industrial tèxtil barcelonina, formà part de les persones seleccionades per certificar que Montserrat Caballé es mereixia un mecenatge per part de la família. Els altres convidats foren Max Lorenz, el reconegut tenor alemany, i la pianista Alícia de Larrocha.